# Montelupo Albese
Montelupo Albese là một đô thị tại tỉnh Cuneo trong vùng Piedmont của Italia, vị trí cách khoảng 60 km về phía đông nam của Torino và khoảng 45 km về phía đông bắc của Cuneo. Tại thời điểm ngày 31 tháng 12 năm 2004, đô thị này có dân số 494 người và diện tích 6,4 km².
Montelupo Albese giáp các đô thị: Diano d'Alba, Rodello, Serralunga d'Alba và Sinio.